# جائزة البرازيل الكبرى 2009
جائزة البرازيل الكبرى 2009 (بالإنجليزية: 2009 Brazilian Grand Prix)‏ هو سباق فورمولا 1 أقيم في حلبة جوزيه كارلوس بيس للسيارات، البرازيل. كان السادس عشر من أصل 17 في بطولة العالم لسباقات الفورمولا واحد موسم 2009. حلّ الأسترالي مارك ويبر أولا بينما جاء البولندي روبرت كوبيتسا في المركز الثاني وحصل على المركز الثالث البريطاني لويس هاملتون.